# 나 홀로 집에 3
《나 홀로 집에 3》(영어: Home Alone 3)는 1997년 미국의 크리스마스 코미디 영화이다. 존 휴스가 각본을 쓰고 제작을 맡았고, 리자 고스넬가 감독하였다. 나 홀로 집에 시리즈의 세 번째 영화로 속편이지만 맥컬리 컬킨이나 크리스 콜럼버스 감독이 참여하지 않은 첫 번째 작품이다.
기존의 맥컬리 컬킨이 연기한 주인공 역할에는 알렉스 D. 린즈가 캐스팅 되었으며 이 영화는 감독 마저 바뀌어 라자 고스넬이 감독하였으며, 속편은 2002년 텔레비전 영화 나 홀로 집에 4가 잇는다. 기존의 나홀로 집에 1~2편과는 완전히 다른 아이디어로 시작하였으며, 10대 인물로 어떻게든 맥컬리 컬킨을 캐스팅 하려 했으나 성사 되지 않았다. 이에 따라 새로운 인물을 중점으로 완전히 새로운 영화를 만들기로 하여 기존의 아이디어를 변경하였다. 다만 집의 배경은 미국 일리노이주 시카고 그대로 등장한다.

## 줄거리
미국 국방부는 어떤 국제 범죄 조직에 의해서 일급 기밀 컴퓨터 칩을 도난당한다. 전 세계적으로 전문적이고 무자비한 절도 행위를 자행해온 국제 범죄 조직이 블랙 마켓에서 이 컴퓨터 칩을 대가로 천만 달러를 요구하고 있다. 이 무자비한 범죄 조직의 악당들은 홍콩에 있는 블랙 마켓의 대장을 찾아가 돈을 요구했다. 대장은 컴퓨터 칩을 찾아온다면 돈을 줄 것을 약속했고 48시간 이내에 컴퓨터 칩을 찾아오라고 했다. 이에 악당들은 다시 미국으로 돌아가 그 작지만 중요한 컴퓨터 칩을 찾아오기로 하였고 비행기를 타고 미국으로 갔다. 무사히 미국에 도착했고 캘리포니아주 실리콘벨리에 있는 악당들의 비밀 요새에 숨겨둔 컴퓨터 칩을 찾아서 다시 홍콩으로 되돌아가려고 비행기를 타기 위해 샌프란시스코 국제 공항역에 머무르게 된다. 하지만 여기서부터 문제가 생겨버렸다.
공항역에서 보안 검색대 직원들을 지나치게 의식하다보니 무선 조종 자동차에 숨긴 컴퓨터 칩을 잊어버리게 되었고, 대신 악당들 앞에는 빵이 들어있는 어떤 가방과 바뀌게 되었다. 뒤늦게 이 사실을 알아낸 악당들은 서로 흩어져 주변을 수색해 봤지만 헛수고였다. 악당들은 다 된 밥에 죽을 쒀버린 꼴을 당해 절망적인 상태가 되어버렸다. 하지만 기적적으로 악당의 대장인 피터가 어떤 할머니에 의해서 컴퓨터 칩이 있는 무선 조종 자동차가 담겨진 가방이, 그 할머니의 물건과 바뀌어 버린 것을 알아채고, 그 할머니가 시카고로 향하는 것까지 알아챈다. 피터는 악당들에게 시카고로 갈 것을 제안했고, 결국 그 컴퓨터 칩을 다시 되찾기 위해서 시카고로 가는 비행기를 탄다.
악당들은 시카고에 도착하여 공항역 주변을 뒤져가면서 다시 그 할머니를 추적한다. 그러나 할머니는 공항역 안에 있는 자동차를 타고 공항역 밖으로 나갔기 때문에 결국 뛰면서 추적하는 악당들의 손에 벗어나 무사히 택시를 탈 수 있었다. 하지만 악당들 중 버튼이 소형 카메라를 이용해서 할머니가 탑승한 택시 번호를 찍는 데 성공했다. 늦은 밤에 악당들은 공항역에서 할머니의 집까지 태워준 그 택시 기사를 찾아내었고 택시 기사에게 질문하여 할머니의 집을 알아낸다. 그런데 막상 할머니 집에 도착했을 때는 마을 전체의 가정들이 모두가 택시 기사가 묘사한 집과 똑같았다. 이제부터 네 명의 능숙한 고도의 훈련으로 무장한 국제 범죄자들은 컴퓨터 칩을 찾기 위한 계획적이고 치밀한 수색작업에 들어가는데 경찰과 군대와 FBI도 이들의 작전을 막을 수 없다. 알렉스 프루이트는 상상력이 풍부한 8살짜리 꼬마이다. 가족 모두는 일을 하느라 집을 비우게 되고, 수두를 앓고 집에 혼자 남겨진 알렉스는 무료함을 달래기 위해 동네를 망원경으로 관찰하던 중 수상한 사람들을 발견하고 이들의 음모에 대응하기로 결심하게 된다.

## 출연진
- 알렉스 D. 린즈 - 알렉스 프루이트 역
- 올렉 크루파 - 피터 보프레 역
- 리아 킬스테트 - 앨리스 리번스 역
- 레니 본 돌린 - 버튼 저니건 역
- 데이비드 손턴 - 얼 엉거 역
- 세스 스미스 - 스탠 프루이트 역
- 하빌랜드 모리스 - 캐런 프루이트 역
- 매리언 셀데스 - 헤스 부인 역
- 케빈 킬너 - 잭 프루이트 역
- 스칼렛 요한슨 - 몰리 프루이트 역

## 한국어 더빙 성우진

### MBC (2000년 12월 25일)
- 윤성혜 - 알렉스 프루이트(알렉스 D. 린즈)
- 이윤연 - 피터 보프레(올렉 크루파)
- 박영희 - 앨리스 리번스(리아 킬스테트)
- 권혁수 - 버튼 저니건(레니 본 돌린)
- 김강산 - 얼 엉거(데이비드 손턴)
- 최수진 - 캐런 프루이트(해빌랜드 모리스)
- 김용준 - 잭 프루이트(케빈 킬너)
- 전임복 - 헤스 부인(매리언 셀데스)
- 손원일
- 김영선
- 엄현정
- 고성일
- 김서영
- 김지영
- 이자옥
- 이상훈
- 최한
- 표영재

### SBS (2004년 1월 23일)
- 이선호 - 알렉스 프루이트(알렉스 D. 린즈)
- 이윤선 - 피터 보프레(올렉 크루파)
- 강희선 - 앨리스 리번스(리아 킬스테트)
- 성완경 - 버튼 제니건(레니 본 돌린)
- 김수중 - 얼 엉거(데이비드 손턴)
- 기경옥 - 캐런 프루이트(해빌랜드 모리스)
- 조경모 - 잭 프루이트(케빈 킬너) / 마피아(제임스 사이토)
- 최문자 - 헤스 할머니(매리언 셀데스)
- 윤복성 - 스탠 프루이트(세스 스미스)
- 소연 - 몰리 프루이트(스칼렛 요한슨)
- 김정은 - 스터키 요원(크리스토퍼 커리)
- 이근욱 - 택시 기사(리차드 해밀턴) / 경찰(백스터 해리스)
- 송연희 - 공항 직원(아드리안 덩컨)